# Olivier Mongin
Pour les articles homonymes, voir Mongin.
 (mai 2024).
Si vous disposez d'ouvrages ou d'articles de référence ou si vous connaissez des sites web de qualité traitant du thème abordé ici, merci de compléter l'article en donnant les références utiles à sa vérifiabilité et en les liant à la section « Notes et références ».
 (mai 2024).
Olivier Mongin est un écrivain, essayiste et éditeur français, né à Paris en 1951. Il est directeur de la revue Esprit de 1988 à décembre 2012.

## Biographie

### Formation

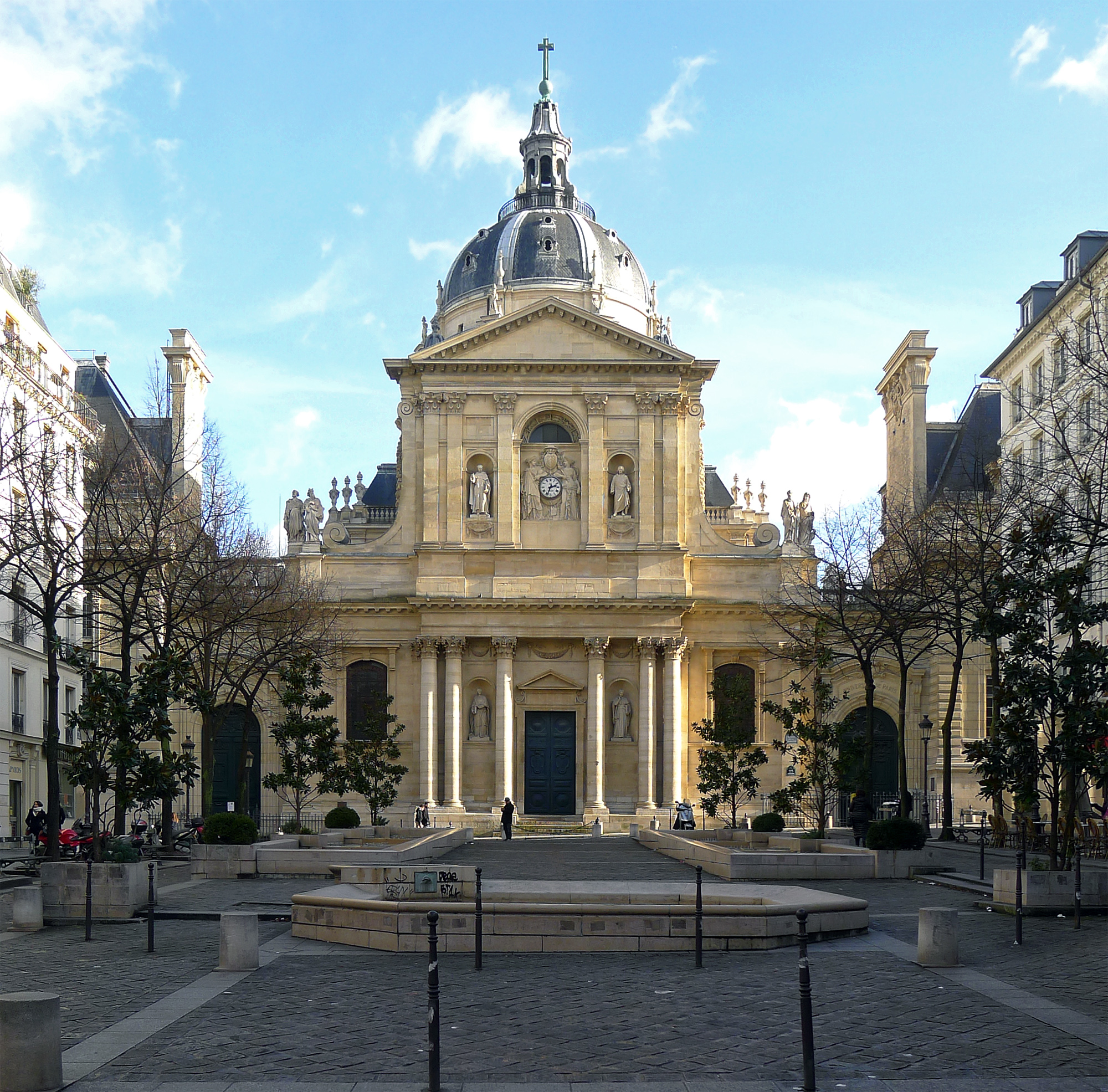
Sorbonne.

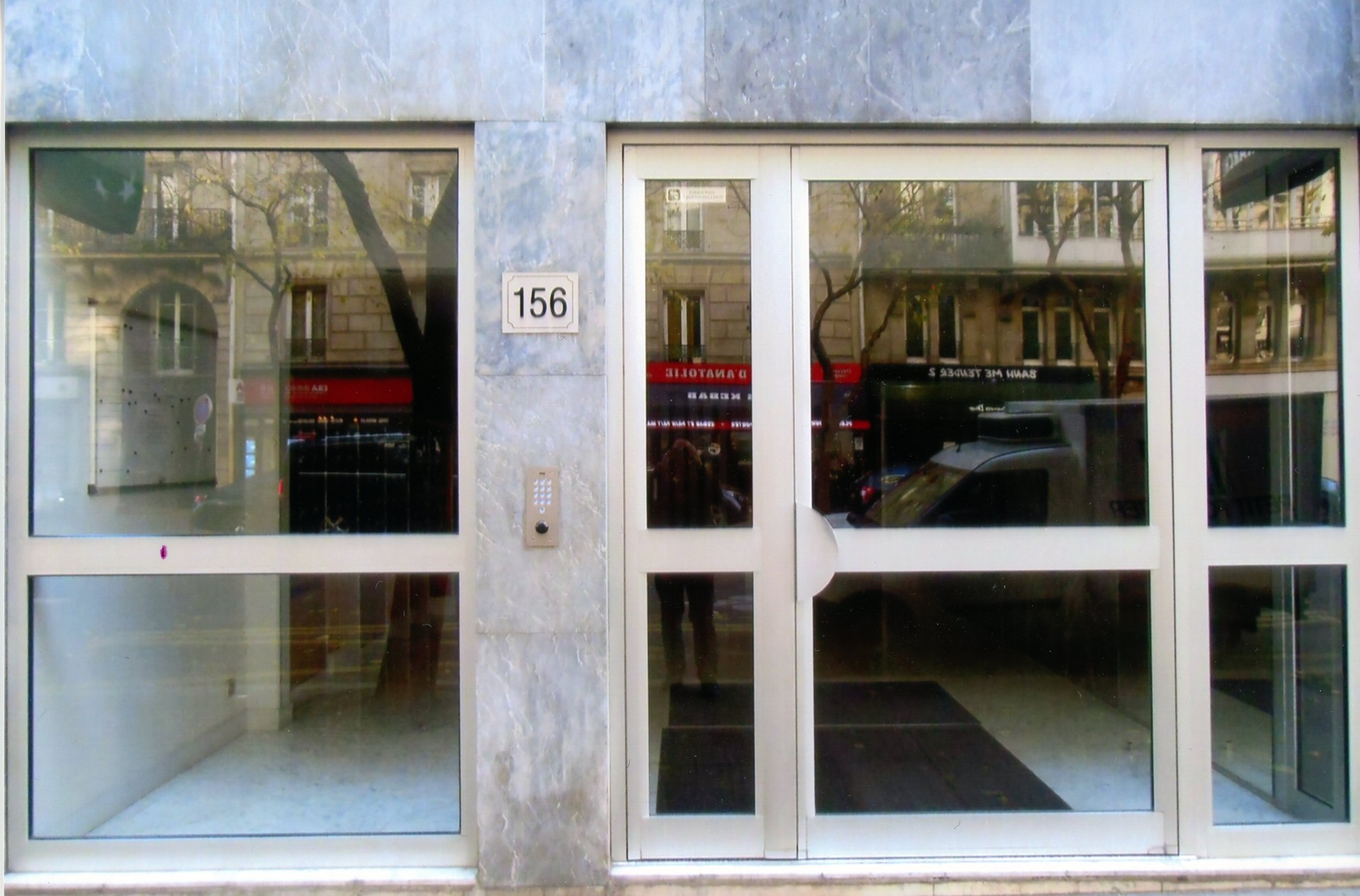
Centre de Recherches Phénoménologiques et Herméneutiques du CNRS, dirigé par Paul Ricœur.

Après une khâgne au lycée Henri-IV, Olivier Mongin poursuit des études pluridisciplinaires, associant lettres, anthropologie à l'université Paris VII, histoire et philosophie à la Sorbonne. Il complète sa formation au Centre de Recherches Phénoménologiques et Herméneutiques du CNRS dirigé par Paul Ricoeur. 

### Parcours intellectuel
Au début des années 1970, Olivier Mongin n'adhère pas au marxisme dominant le champ intellectuel, marqué par la personnalité de Louis Althusser ; sa trajectoire croise des figures alors marginales. Michel de Certeau le pousse à se confronter au structuralisme et l'initie aux problématiques de la ville et aux pratiques urbaines ; Claude Lefort et Cornelius Castoriadis, les animateurs du mouvement Socialisme ou barbarie, lui donnent les outils à la fois politiques et philosophiques de la lutte anti-totalitaire. Il demeure marqué par les figures d'Emmanuel Levinas et Paul Ricœur. Il ne découvre pas ce dernier par le personnalisme ou la revue Esprit, mais parce qu'il suit ses cours de phénoménologie dans lesquels il entre en discussion avec le structuralisme, la linguistique, l'anthropologie, l'histoire, la fiction. À ces figures, ajoutons celles de Pierre Clastres, Jean-François Lyotard, Marcel Gauchet. Il est très tôt[Quand ?] lecteur des grandes revues qui structuraient le paysage intellectuel français : Esprit, Les Temps modernes, Études. Très jeune, en pleine période franquiste[Quand ?], il participe à Barcelone à l'animation de la revue La Posobra (La Veille, éditée à Andorre).

### Direction de la revueEsprit(1988-2012)
La revue Esprit n'est pas dans le courant d'origine d'Olivier Mongin. Il est un peu décalé par rapport au personnalisme d'Emmanuel Mounier, fondateur en 1932 de la publication, et il n'appartient pas à la très importante génération de militants qui l'avaient portée auparavant comme Jean-Marie Domenach, ancien résistant et militant contre la guerre d'Algérie, directeur après la mort d'Albert Béguin  de la revue Esprit de 1957 à 1976. Paulette Mounier, Bertrand d'Astorg, Camille Bourniquel, Louis Dulong, Paul Fraisse, François Goguel, Jean Lacroix et Henri-Irénée Marrou, figures historiques d'Esprit avaient d'ailleurs souhaité se retirer de la revue au moment où Jean-Marie Domenach cesse de la diriger. La génération d'Olivier Mongin est moins « républicaine » que celle qui l'a immédiatement précédée (Paul Thibaud). Il entre à la revue comme secrétaire en 1976, quand Paul Thibaud en prend la direction. La revue lui est une terre d'accueil, dans sa lutte contre le totalitarisme, la redécouverte du libéralisme, l'influence de penseurs comme Ivan Illich, René Girard, et la mise au premier plan intellectuel d'Emmanuel Levinas, de Paul Ricœur et de Claude Lefort.  
Olivier Mongin succède à Paul Thibaud fin 1988, époque de transformations importantes avec la chute du mur de Berlin et « l'illusion » de la « fin de l'histoire », illusion qui est vite détrompée par les rapides transformations du monde contemporain.

## Penser le monde contemporain

### Un point de vue multidisciplinaire
En marge du monde intellectuel académique, déstabilisé par la mise à mal de la figure du professeur, Olivier Mongin peut se servir de son point de vue multidisciplinaire et indépendant pour s’attaquer aux problèmes créées par les ruptures : comment civiliser un monde qui est violent, et qui – contrairement aux croyances des générations précédentes – restera violent ?[Interprétation personnelle ?]
Un thème important est celui de la « Condition urbaine » (un livre porte ce titre, 2005) : la mondialisation n’est pas qu’un phénomène économique, on assiste aussi à une reconfiguration des territoires. Une autre approche de la compréhension du monde tel qu’il est en train de bouger, c’est la prise en compte des « fictions » qui le décrit : dans les romans, sur scènes, et sur les écrans ; c’est la thématique des trois volumes des Passions démocratiques (1991-2002).  C’est aussi une façon de prendre en compte la rupture créée par les nouvelles technologies. Son livre sur les Mutations du paysage intellectuel, Face au Scepticisme (1998), s’attaquait à la mutation du paysage intellectuel à l’heure de la mondialisation et à la nécessaire remise en compte des schémas de pensée.

### Une réflexion en cours
Olivier Mongin vient d’une génération anti-totalitaire et portée par des valeurs démocratiques venues de l’histoire culturelle, philosophique et politique européenne. Mais le monde d’aujourd’hui est beaucoup plus grand que l’Europe qui est maintenant décentrée. Les valeurs européennes ne sont pas dévalorisées, mais il faut les penser dans un monde où l’Europe n’est plus le centre du monde.[Interprétation personnelle ?]
Un thème majeur reste celui de la violence, dans les villes, dans la politique, dans la création artistique. Olivier Mongin n’a jamais cru à l’éradication de la violence contrairement à des théoriciens de l’individualisme et de la pacification démocratiques. La violence perdure, qu’en fait-on ? Qu’est-ce qu’une « civilisation démocratique » de la violence ? Olivier Mongin a ainsi beaucoup écrit sur le comique, car celui-ci le frappe, paradoxalement, par sa violence. 
Pour lire le monde contemporain, surtout dans la façon dont il est reflété sur nos écrans, il a souvent recours aux techniques d’analyse de la mise en scène telles qu’il les a héritées de deux grands auteurs  : André Bazin – le père spirituel de François Truffaut a aussi été le grand critique de la revue Esprit – et Serge Daney, autre esprit indépendant, autodidacte, iconoclaste, le plus grand critique de cinéma de sa génération, mort précocement (1992), et qui était venu à la rencontre d’Esprit. À cette question de Philippe Petit : « Le déficit de mise en scène est donc, selon vous, au cœur du malaise de la représentation de nos sociétés contemporaines », Olivier Mongin répond : « Absolument. On ne manque pas de réel, on ne manque pas d’informations, elles fusent de partout, du plus près au plus lointain. On ne manque pas de spectacle non plus, c’est incontestable, il suffit d’allumer le petit écran pour s’en rendre compte. On manque seulement d’une capacité de mise en scène, c’est-à-dire de recul et de décalage qui nous permettent de mieux saisir corporellement et intellectuellement le monde présent et comment on peut y agir autrement qu’en ravivant des vieux schémas. »

### Autres activités
- Olivier Mongin a codirigé la collection « La Couleur des Idées » aux Éditions du Seuil de 1985 à 2007. Il a dirigé la collection « Questions de Société » aux Éditions Hachette de 1993 à 1997.
- Ancien secrétaire général, puis vice-président du Syndicat de la presse culturelle et scientifique. Ancien secrétaire général du groupement pour les droits des minorités de 1977 à 1982. Membre du conseil d’administration de la chaîne de télévision Sénat. Vice-président de la République des Idées
- Enseignement : philosophie politique à l’IEP de Lyon de 1980 à 1985 ; au Centre Sèvres à Paris de 1987 à 1998 ; à l’École nationale supérieure de paysage de Versailles
- Directeur de la publication "Tous Urbains"
- Membre du comité d’orientation et de prospective du Forum Vies Mobiles[11]

## Livres

### Ouvrages personnels
- La Peur du Vide; Essai sur les Passions démocratiques I, Paris Seuil, 1991; rééd. poche 2003.
- Paul Ricœur, Paris, Seuil, 1994; rééd. Poche Points, 1998.
- Face au scepticisme. Les mutations du paysage intellectuel, La Découverte, 1994; rééd. Pluriel, 1998.
- Vers la troisième Ville ? préface de Christian de Porzamparc, Hachette, 1995.
- Buster Keaton, l'Étoile filante, Hachette, 1995.
- La violence des images. Essai sur les Passions démocratiques II, Seuil, 1997.
- L’Après-1989, Les nouveaux langages du politique, Hachette Littérature, 1998.
- Éclats de rire. Variations sur le corps comique. Essai sur les Passions démocratiques III, Seuil, 2002.
- L’artiste et le politique – Éloge de la Scène dans la société des écrans, entretien mené par Philippe Petit, Textuel, 2004.
- Paul Ricœur – De l’Homme coupable à l’homme capable, avec Michaël Fœssel, ADPF, 2005.
- La condition urbaine, la ville à l'heure de la mondialisation, Seuil, 2005 ; rééd. coll. poche Points Seuil, 2007.
- De quoi rions-nous ? La société et ses comiques, Plon, 2006 ; rééd. Coll. de poche Pluriel/Hachette, 2007.
- Sarkozy - Corps et âme d'un président, par Olivier Mongin et Georges Vigarello, Perrin, 2008.
- La Ville des flux : L'envers et l'endroit de la mondialisation urbaine, Fayard, 2013

### Direction d'ouvrages
- Franz Rosenzweig, dir. O. Mongin, A. Derczanski et J. Rolland, Lagrasse, Verdier, 1982.
- Islam, le grand malentendu, dir. O. Mongin et Olivier Roy, Paris, Éditions Autrement, 1987.
- Un Monde désenchanté ? dir. O. Mongin et P. Colin, Paris, Le Cerf, 1988.
- Araméennes : conversation avec Jean Grosjean, Paris, Le Cerf, 1988.
- Kosovo, un drame annoncé, dir. O. Mongin et A. Garapon, Éditions Michalon, 1999.

### Décorations
- Officier de la Légion d'honneur[12] (2023), Chevalier (2001).